# 金山トンネル
金山トンネル（かなやまトンネル）は、香川県坂出市にある国道11号坂出丸亀バイパスのトンネルである。

## 概要
香川県の中部、坂出市の金山（280.8m）と常山（283.2m）の鞍部に位置し、それぞれ一方通行の上りトンネル（北側、高松方面行き）と下りトンネル（南側、松山方面行き）の2本のトンネルから成る。このトンネルの存在によって、東西方向の交通である国道11号において坂出市中心部をバイパスできる構造となっている。またトンネル前後のバイパスがS字状になっているため、上りトンネルと下りトンネルとでは長さが異なり、下りトンネルの方が95m長くなっている。自動車の通行を主な目的としたトンネルであるが、トンネルの所属するバイパスは一般国道であるため、トンネル内にも歩道が整備されており歩行者・自転車の通行が可能である。また、後述のように車の流れが非常に早い道路ではあるが、車両の通行にも規制は無いため、原動機付自転車などの低速車も走行可能である。
このトンネルを挟んだ上氏部交差点～津ノ郷交差点の約6.5km区間は主要交差点すべてが立体交差になっているため平面交差による信号機が2ヶ所の感知式信号機しかなく、カーブの線形も良いなどの理由で、四国地方整備局が認定する唯一の走りやすさSランクの区間である。すなわち、この区間は四国地方の全一般道路中最も走りやすい区間ということになる。
別名、金山高速とも呼ばれるほど車の流れが速く、時速80km/h以上で流れている。この区間は白バイによる取締りが多く下り線はオービスもあり、速度超過に注意が必要である。
金山トンネルは開通以来、国道11号で最も長いトンネルであったが、徳島県鳴門市に三津トンネル（長さ690m、竣工1997年12月、開通2000年）が完成したことにより、その座を明け渡している。

## 沿革
- 1979年（昭和54年）3月 - 北側トンネル（現・上りトンネル）が完成。
- 1982年（昭和57年）3月 - 坂出丸亀バイパス一部供用により、北側トンネルが開通。
- 1987年（昭和62年）1月 - 南側トンネル（現・下りトンネル）が完成。
- 1988年（昭和63年）3月 - 坂出丸亀バイパス4車線供用により、南側トンネルが開通。

## 路線データ
- 延長
  - 上りトンネル：480m
  - 下りトンネル：575m
- 高さ：4.5m
- 幅員：9.5m
- 車線：4車線（2車線×2本）
- 最高速度：60km/h（法定速度）
- 道路管理者：国土交通省四国地方整備局 香川河川国道事務所 善通寺国道維持出張所